# Nephalioides nigriventris
Nephalioides nigriventris là một loài bọ cánh cứng trong họ Cerambycidae.